# Generador d'inducció

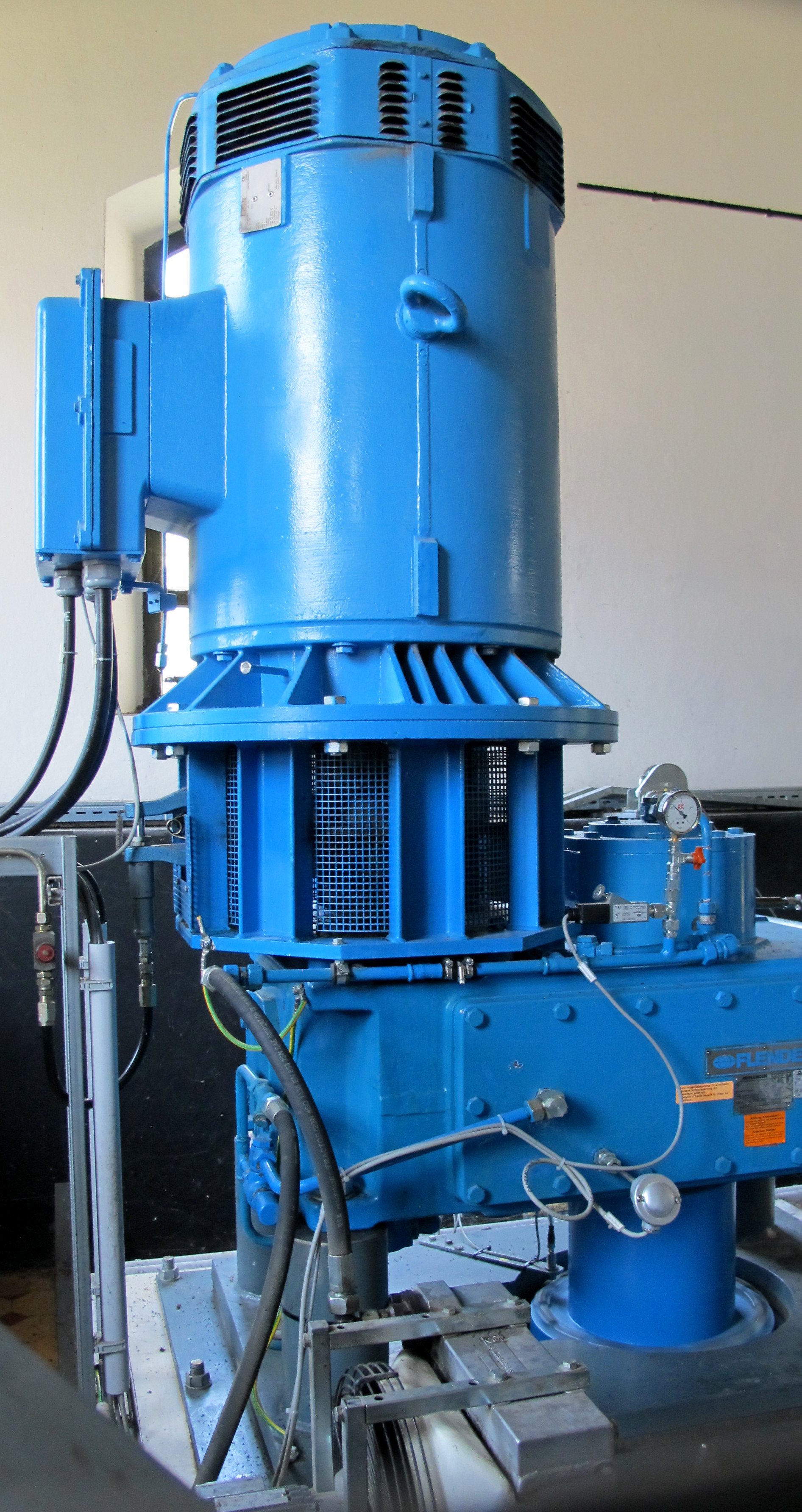
Generador asíncron amb 200 kVA en una petita central hidroelèctrica

Un generador asíncron també anomenat generador d'inducció, és una màquina que serveix per generar corrent altern. La majoria de turbines eòliques del món n'utilitzen un trifàsic de gàbia bobinada.
Fora de la indústria eòlica i de les petites unitats hidroelèctriques, aquest tipus de generadors no està molt estès; encara que de totes maneres, el món té una gran experiència en tractar amb ells: El més curiós d'aquest tipus de generador és que va ser inicialment dissenyat com motor elèctric.(CL BA SA)
De fet, una tercera part del consum mundial d'electricitat és utilitzat per fer funcionar motors d'inducció que moguin maquinària en fàbriques, bombes, ventiladors, compressors, elevadors, i altres aplicacions on es necessita convertir energia elèctrica en energia mecànica. Una altra de les raons per a l'elecció aquest tipus de generador és que és molt fiable, i comparativament no sol ser car. Aquest generador també té propietats mecàniques que el fa especialment útil en turbines eòliques (el lliscament del generador, i una certa capacitat de sobrecàrrega).

## El rotor de gàbia

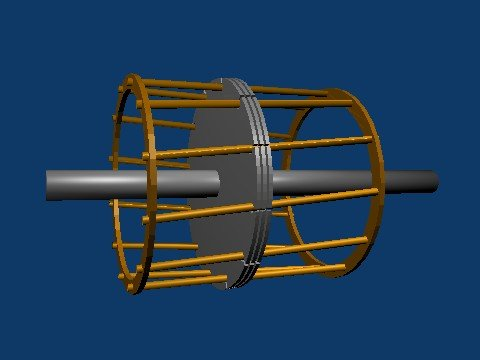
Dibuix del principi d'un rotor de gàbia d'esquirol (sense paquets de xapa de ferro)

Aquest és el rotor que fa que el generador asíncron sigui diferent del generador síncron. El rotor consta d'un cert nombre de barres de coure o d'alumini, connectades elèctricament per anells d'alumini finals.
En el dibuix del principi de la pàgina es pot veure el rotor proveït d'un nucli de "ferro", utilitzant un apilament de fines làmines d'acer aïllades, amb forats per a les barres conductores d'alumini. El rotor se situa al mig de l'estator, que en aquest cas es tracta de nou d'un estator tetrapolar, connectat directament a les tres fases de la xarxa elèctrica.

## Funcionament com a motor
Quan es connecti al corrent, la màquina començarà a funcionar com a motor, girant a una velocitat lleugerament inferior a la velocitat síncrona del camp magnètic de l'estator. Què és el que passa?
Si mirem les barres del rotor des de dalt (en el dibuix de la dreta) tenim un camp magnètic movent respecte al rotor. Això indueix un corrent molt elevada en les barres del rotor, que amb prou feines ofereixen resistència, ja que estan curtcircuit pels anells finals.
El rotor desenvolupa llavors els seus propis pols magnètics, que es veuen, per torns, arrossegats pel camp magnètic giratori de l'estator.

## Funcionament com a generador
Ara bé, què és el que passa si fem girar el rotor de forma manual a, exactament, la velocitat síncrona del generador, p. ex. 1500 r.p.m. (revolucions per minut) per al generador síncron tetrapolar, tal com es va veure a la pàgina anterior? La resposta és: res. Atès que el camp magnètic gira exactament a la mateixa velocitat que el rotor, no es produeix cap fenomen d'inducció al rotor, per la qual cosa no interaccionar amb l'estator.
I si augmentem la velocitat per sobre de les 1500 rpm? En aquest cas el rotor es mou més ràpidament que el camp magnètic giratori de l'estator, la qual cosa significa que, una vegada més, l'estator inducirá una gran corrent en el rotor. Com més ràpidament fem girar el rotor, major serà la potència transferida a l'estator en forma de força electromagnètica, i posteriorment convertida en electricitat subministrada a la xarxa elèctrica.

## Esllavissada del generador
La velocitat d'un generador asíncron variarà amb la força de gir (moment, el parell torsor) que se li apliqui. A la pràctica, la diferència entre la velocitat de rotació a potència màxima i en buit és molt petita, al voltant d'un 1 per cent. Aquesta diferència en percentatge de la velocitat síncrona és l'anomenat lliscament del generador. Així doncs, un generador tetrapolar girarà al buit a 1500 rpm si es connecta a una xarxa amb un corrent de 50 Hz. Si el generador està funcionant a la màxima potència, girarà a 1515 rpm. El fet que el generador augmenti o disminueixi lleugerament la seva velocitat si el parell torsor varia és una propietat mecànica molt útil. Això significa que hi haurà menor ruptura i desgast a la caixa multiplicadora (menor parell torsor màxim). Aquesta és una de les raons més importants per a la utilització de generadors asíncrons, en comptes de generadors síncrons, en aerogeneradors directament connectats a la xarxa elèctrica.

## Ajust automàtic dels pols del rotor
S'ha adonat que no especifiquem el nombre de pols de l'estator quan va descriure el rotor? El bo del rotor de gàbia és que ell mateix adapta el nombre de pols de l'estator de forma automàtica. Així doncs, un mateix rotor pot ser utilitzat amb una gran varietat de nombres de pols.

## Requeriments de connexió a la xarxa
A la pàgina sobre el generador síncron d'imant permanent mostrem que podia funcionar com a generador sense connexió a la xarxa pública.
En un generador asíncron és diferent, perquè necessita que l'estator estigui magnetitzat per la xarxa abans de funcionar.(CBS)
Tanmateix, es pot fer funcionar un generador asíncron de forma autònoma si se'l proveeix de condensadors que li subministrin el corrent magnetizante necessària. També cal que hi hagi una mica de romanent en el ferro del rotor, és a dir, una mica de magnetisme restant, quan es posi en marxa la turbina (en cas contrari, necessitarà una bateria i electrònica de potència, o un petit generador dièsel, per arrencar el sistema).

## Tipus
Depenent de si el corrent altern que agafem és 400v serà trifàsic o 230 v serà monofàsic, el generador asíncron pot ser, respectivament, un generador asíncron trifàsic o un generador asíncron monofàsic (generador monofàsic) dependent de les característiques del generador .
Per un generador asíncron trifàsic es pot arrencar de diferents formes: estrella-triangle, amb un variador de freqüència, per resistències estatòriques o per resistències rotòriques. Dependent de les característiques del generador.
Un generador trifàsic és un tipus de generador robust i que no requereix commutador. La majoria dels generadors trifàsics tenen una càrrega equilibrada, és a dir, consumeixen el mateix en les tres fases, tant si estan connectades en estel o en triangle. Les tensions en cada fase en aquest cas són iguals al resultat de dividir la tensió de línia per l'arrel de tres. Per exemple, si la tensió de línia és 400 V, aleshores la tensió de cada fase és 230 V.